# Klokánek rudohnědý
Klokánek rudohnědý, nebo červenavý (Aepyprymnus rufescens), je savec z čeledi klokánkovití, pojmenovaný podle prošedivěle červenohnědé srsti na těle, i když na některých místech těla je bílý. Chápavý ocas používá pro snášení trávy a stonků při výstavbě vysokého kuželovitého hnízda. To staví v lese na zemi, často opřené o kmen nebo ležící kládu; jedno zvíře může mít až pět takových skrýší. Požírá houby, trávu, kořeny, listy, květy, semena a malé bezobratlé. Rodí jedno mládě, které samice opouští po šestnácti týdnech. Je dlouhý 37–52 cm. Jeho ocas je dlouhý 34–40 cm. Váží 2,5–3,5 kg. Není ohrožený. 
Vyskytuje se v severovýchodní Austrálii.